# Elżbieta Helena Sieniawska
Elżbieta Helena z Lubomirskich Sieniawska (ur. 1669 lub 1670, zm. 21 marca 1729) – dwórka królowej Marii Kazimiery. Od 1687 roku żona Adama Mikołaja Sieniawskiego – później m.in. wojewody bełskiego i hetmana wielkiego koronnego, właścicielka starostwa piaseczyńskiego. Córka Stanisława Herakliusza Lubomirskiego i Zofii Opalińskiej.

## Życiorys
Była kobietą piękną, dobrze wykształconą, a do tego obdarzoną wielkim talentem politycznym. Erazm Otwinowski, jeden z kronikarzy epoki saskiej, pisał o niej: „...dama wielkiego geniuszu, rozumu i obrotu”. Z końcem ostatniej dekady XVII w. stała się faktycznym przywódcą stronnictwa profrancuskiego w ówczesnej Rzeczypospolitej, utrzymując stałe kontakty m.in. z królem Ludwikiem XIV i carem Piotrem I. W końcu 1701 roku poznała ukrywającego się przed Austriakami w Warszawie Franciszka Rakoczego, z którym połączyło ją obustronne uczucie. Przez następne dwa lata gościła go w swych włościach, pomagała w nawiązywaniu kontaktów politycznych, a latem 1703 roku, gdy ten wyruszył na Węgry wzniecić ostatnie „powstanie kuruców”, uzbroiła jego oddziały w pierwszy tysiąc karabinów.
Po zawirowaniach wokół następstwa tronu polskiego i po jego zrzeczeniu się przez Augusta II (1706), działała na rzecz porozumienia między carem Piotrem I i królem Szwecji Karolem XII. 8 sierpnia 1707 roku rozpoczęła obrady Rada Lubelska, ale w związku z rabunkami i innymi nadużyciami wojsk rosyjskich, Sejm zaczął popierać Franciszka II Rakoczego, kandydata Elżbiety Sieniawskiej. W 1711 roku zaprosiła na uroczystości chrzcin swej córki Zofii – Piotra I, Augusta II i Rakoczego. Od królewicza Konstantego Sobieskiego kupiła Olesko i Tarnopol, a w 1720 roku dobra wilanowskie, gdzie owocem jej działalności są boczne skrzydła pałacu. Pałac wilanowski i pałac w Puławach przekazała w spadku swej córce Zofii (wówczas nazywającej się po mężu Dönhoff), która następnie wniosła go w posagu drugiemu mężowi – Augustowi Czartoryskiemu.